# 岩越武兵衛
岩越 武兵衛（いわこし ぶへえ、1869年12月18日（明治2年11月16日） - 没年不明）は、日本の実業家、広島県多額納税者、家主。旅館料理業、岩越。族籍は広島県平民。

## 経歴
広島県・岩越九兵衛の二男。3歳にして父・7代九兵衛を失い、1886年、兄・猪三郎を失う。同年、家督を相続する。
1889年、呉市に来て旅館・割烹業を営む。呉市芸妓置屋組合長、日本味噌、花園各社長、山陽合同製壜取締役、呉第一銀行監査役などをつとめる。

## 人物
貴族院多額納税者議員選挙の互選資格を有する。住所は呉市中通六丁目。

## 家族・親族
岩越家
岩越家は元越後の藩士で、祖先・平助が広島に移り、曽祖父・仙造に至り故あって町人となり、御蔵前御用及び御材木場の主役人を勤める。
- 父・九兵衛[1]
- 妻・ノブ（1872年 - ?）[3]
- 養子・孝三（1897年 - ?、長女越子の夫、広島、三好惟孝の三男[3]、旅館兼割烹業並食料品商[10]） - 1930年、家督を相続する[10]。住所は呉市本通六丁目[10]。
  - 同長男[3]
  - 同二男[3]
- 長女・越子（1907年 - ?、養子孝三の妻）[3]
- 孫[3]